# Boris Lwowitsch Gutnikow

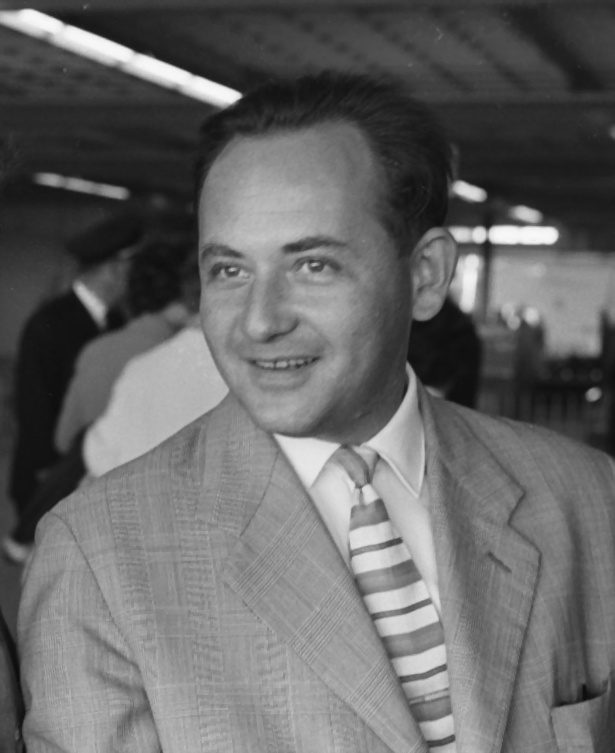
Boris Gutnikow (1962)

Boris Lwowitsch Gutnikow (russisch Борис Львович Гу́тников; * 4. Juli 1931 in Wizebsk, Belorussische SSR, Sowjetunion; † 6. April 1986 in Leningrad, Russische SFSR, Sowjetunion) war ein sowjetischer Violinist.

## Leben
Boris Gutnikow wurde 1931 in der weißrussischen Stadt Wizebsk geboren. Im Alter von fünf Jahren erhielt er seinen ersten Violinunterricht bei Johannes Nalbandian, später dann bei Ljubow Sigal. Er studierte bei Juri Eidlin am Leningrader Konservatorium, wo er selbst ab 1958 als Hochschullehrer tätig war. 1973 wurde er zum Professor für Streichinstrumentenspiel berufen. Zu seinen Schülern gehörten u. a. Arkadi Marasch und Alexander Mnazakanjan. Er wurde auf dem Serafimovskoe Friedhof in Leningrad beigesetzt.

## Auszeichnungen
- 1953: Preisträger bei den Weltfestspielen der Jugend und Studenten in Bukarest
- 1956: Gewinner des Slavik-Ondriček-Wettbewerbs in Prag
- 1957: Gewinner des Thibaud-Wettbewerbs in Paris[1]
- 1962: Gewinner des Tschaikowski-Wettbewerbs in Moskau
- 1978: Volkskünstler der RSFSR